# 库尔曼-加利·卡拉克耶夫
库尔曼-加利·卡拉克耶维奇·卡拉克耶夫（俄语：Курман-Гали Каракеевич Каракеев；1913年11月7日—2012年11月13日），吉尔吉斯族，苏联历史学家。曾任吉尔吉斯苏维埃社会主义共和国最高苏维埃主席，科学院院长等职务。历史学博士，苏联、俄罗斯科学院通讯院士。

## 生平
- 1913年10月25日（格里历：11月7日）出生于七河州普尔热瓦尔斯基区库尔缅季村的一个农民家庭。1933年毕业于伊塞克农学院。
- 1934年-1936年，吉尔吉斯国立教育学院学习。

期间：

1933年-1934年，《列宁青年报》执行秘书、副主编。

1934年-1936年，吉尔吉斯自治社会主义苏维埃共和国共青团学生青年部部长。

- 1936年-1938年，苏联海军服役。1938年加入联共（布）。
- 1938年-1939年，伏龙芝《共产主义》杂志社副主编、书记。
- 1939年-1944年，吉共（布）伏龙芝州委宣传部副部长；天山州、伊塞克湖州委书记。
- 1944年-1947年，联共（布）中央高级党校学习。
- 1947年-1949年，《红色吉尔吉斯报》编辑。
- 1949年-1952年1月，吉共（布）中央宣传鼓动部部长。
- 1952年1月-1956年12月，吉共（布）中央书记处书记。
- 1955年4月-1959年5月，吉尔吉斯苏维埃社会主义共和国最高苏维埃主席。期间，1956年-1958年，苏共中央高级党校进修。1958年-1959年，苏共中央社科院研究生院学习。
- 1959年5月-1960年2月，苏共中央党史研究院高级研究员。
- 1960年2月-1978年11月，吉尔吉斯苏维埃社会主义共和国科学院院长。1960年2月当选吉尔吉斯苏维埃社会主义共和国科学院院士。1968年当选苏联科学院通讯院士（苏共党史方向）。1970年获历史学博士学位。1971年当选教授。
- 1978年11月-1986年，吉尔吉斯苏维埃社会主义共和国科学院历史研究所十月革命与内战研究室主任；吉尔吉斯苏维埃社会主义共和国科学院主席团成员。
- 1986年起退休。
- 1991年再次当选俄罗斯科学院通讯院士。
- 2012年11月13日于比什凯克逝世，享年99岁。他去世时是俄罗斯科学院最年长的通讯院士。

卡拉克耶夫是苏共22-23,25大代表；第6-9届苏联最高苏维埃联盟院代表。

## 功绩
卡拉克耶夫致力研究苏联历史和苏共党史。他将多部马列主义经典著作译成吉尔吉斯文，主编了《吉共党史纲要》（1966年）、《吉尔吉斯苏维埃社会主义共和国史》（1967年）等学术作品。
在担任吉尔吉斯科学院院长期间，卡拉克耶夫开展了大量的科学和组织工作，加强了科学院的结构分工，提高了科学研究的效率，扩大了与国内外科研机构的创造性联系。科学院增加了自动化、物理、数学、岩土力学、地震学、哲学和法律、生物化学和生理学等研究所，学术水平进一步提升。

## 荣誉
苏联：
- 列宁勋章
- 十月革命勋章
- 四次劳动红旗勋章
- 荣誉勋章
- 纪念列宁诞辰一百周年奖章

吉尔吉斯斯坦：
- 玛纳斯一千周年奖章
- 一级玛纳斯奖章
- 二级玛纳斯奖章
- 荣誉科学工作者称号
- 国家科技奖

## 代表作
- 《苏联民族大家庭中的吉尔吉斯》（1957）
- 《苏维埃吉尔吉斯的经济发展》（1962）
- 《苏维埃吉尔吉斯无产阶级国际主义和人民友谊思想的胜利》（1963；与克里姆库尔·奥罗扎利耶夫、图尔达昆·乌苏巴利耶夫等合著）
- 《列宁与吉尔吉斯的社会主义建设》（1970；与朱马古尔·阿里什巴耶夫合著）
- 《伟大的十月革命与吉尔吉斯的科学》（1977）
- 《苏联人民是共产主义的建设者》（1977；与佐拉克·斯捷潘扬合著）
- 《吉尔吉斯十月革命的胜利：文献集（1917-1918）》（1977）
- 《苏联的建立—列宁民族政策的胜利》（1982）
- 《苏联统一多民族国家的建设与管理》（1982）
- 《外国军事干涉与内战期间吉尔吉斯反革命势力的失败：文献集（1918-1920）》（1983，主编）
- 《三次俄国革命中的吉尔吉斯》（1987）等